# Skalák u Senotína
Skalák u Senotína je přírodní rezervace poblíž Senotína u Nové Bystřice v Jihočeském kraji v areálu přírodního parku Česká Kanada. Rezervace byla vyhlášena nařízením Okresního úřadu Jindřichův Hradec č. 6/2002 roku 2002.
Rozkládá se v nadmořské výšce od 662 do 670 m Na rozloze zhruba 14 hektarů se nachází oligotrofní až mezotrofní rybník Skalák, který lemují mokřady, rašeliniště, vřesoviště a suché pastviny s balvanitými rozpady. Chráněné území protíná úzkokolejná trať z Jindřichova Hradce do Nové Bystřice. Cílem ochrany je udržení specifického vodního režimu, půdních poměrů a udržení vysoké druhové biodiverzity především v lučních ekosystémech a v ekosystému rybníka. Nejohroženějším druhem lokality je leknín bělostný (Nymphaea candida).

## Historie
Na dnešním místě rybníka Skalák se vodní plocha a přilehlé mokřady objevují nejpozději v druhé polovině 18. století, zobrazení v prvním vojenském mapování. Na mapách druhého ani třetího vojenského mapování není rybník patrný. Je možné, že v případě neobhospodařování zarostl.
Na leteckých snímcích z roku 1953 je zřetelná vodní plocha rybníka a je patrné, že dnes zalesněné, či náletovými dřevinami porostlé plochy, byly v té době nezalesněné pouze s roztroušenými solitéry keřů či stromů. Jednalo se tedy zřejmě o pastviny. Lidská činnost v okolí nádraží Senotín byla pravděpodobně intenzivnější než v dnešních dnech.
Ochrana nad územím byla vyhlášena 9. prosince 2002 nařízením Okresního úřadu Jindřichova Hradce s datem účinnosti od 24. prosince 2002. Stávající přírodní rezervaci nově vyhlásil Krajský úřad Jihočeského kraje, odbor životního prostředí, zemědělství a lesnictví roku 2010, z důvodu uvedení zřizovacího předpisu do souladu s nynější legislativou.

## Přírodní podmínky

### Geologie
Geologické podloží oblasti tvoří převážně moldanubický hlubinný granit s převahou biotitu místy překrytý kvartérními hlinito-písečnými jemnozrnnými sedimenty.

### Flora
Většina plochy PR je pokryta nelesními rostlinnými společenstvy mozaikovitě rozrůzněnými podle množství vody v půdě a historie hospodaření na plochách. Vyskytují se zde suchá pastvinná vřesoviště, rašeliniště a mokřadní společenstva na okrajích rybníka. Menší část území je v sušších místech porostlá náletovými dřevinami břízou bělokorou (Betula pendula) a borovicí lesní (Pinus sylvestris) a na zamokřených místech se vyskytuje především vrba (Salix sp.).

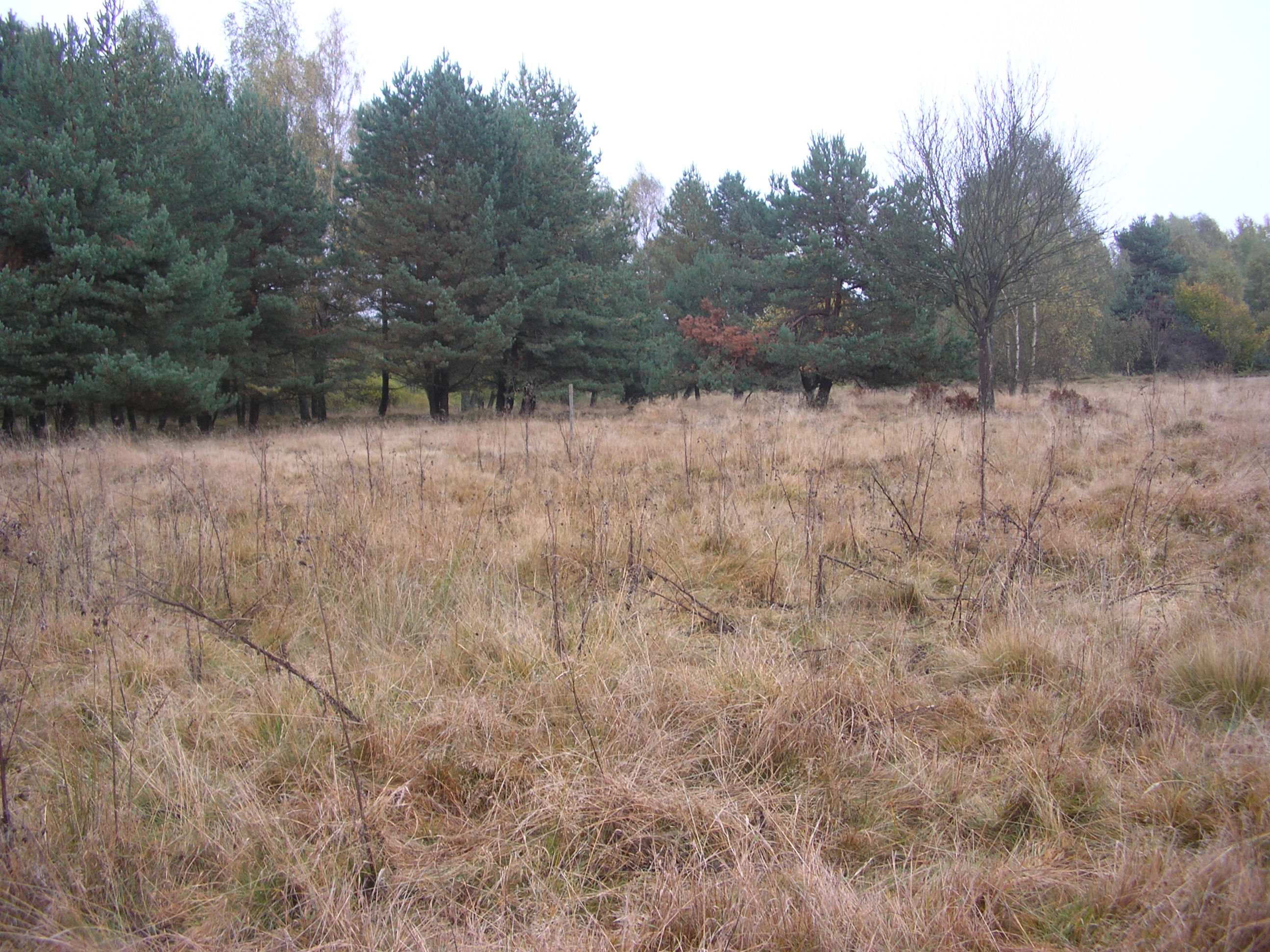
Nekosená louka, v pozadí starší náletové dřeviny

Floristický inventarizační průzkum provedený v roce 2009 zaznamenal výskyt celkem 225 druhů cévnatých rostlin, z toho šestnáct druhů zapsaných v Červeném seznamu ČR a pět chráněných druhů dle vyhlášky MŽP ČR č. 395/1992. Nejvýznamnějším druhem lokality je kriticky ohrožený leknín bělostný (Nymphaea candida), který vyhledává oligotrofní vodní nádrže, na jejichž dně koření. Mezi vodní vzplývavé druhy patří i ohrožený rdest tupolistý (Potamogeton obtusifolius). Z dalších ohrožených taxonů průzkum uvádí hadí mord nízký (Scorzonera humilis), jalovec obecný (Juniperus communis), jestřábník oranžový (Hieracium aurantiacum), klikvu bahenní (Oxycoccus palustris), ostřici Hartmanovu (Carex hartmanii), prhu arniku (Arnica montana), prstnatec májový pravý (Dactylorhiza majalis subsp. majalis) a všivec lesní (Pedicularis sylvatica). Za zmínku stojí i druhy méně ohrožené nalezené na ploše PR, jako například hrušeň polnička (Pyrus pyraster), kozlík dvoudomý (Valeriana dioica), mochna bahenní (Potentilla palustris), rozrazil štítkovitý (Veronica scutellata), starček potoční (Tephroseris crispa) a vrbovka bahenní (Epilobium palustre), která je zde ohrožena genetickou erozí křížením se severoamerickou vrbovkou žláznatou (Epilobium ciliatum) za vzniku křížence Epilobium ×fossicola. Z dalších invazivních druhů byl zaznamenán například vlčí bob mnoholistý (Lupinus polyphyllus). Druhy chráněné zákonem se zde kryjí s některými druhy na Červeném seznamu ČR (9).
Negativně je nahlížen úbytek pastvy a seče na lučních a rašelinných porostech, změna vodního režimu způsobená vytvořením odvodňovacího kanálu a vyhrnutí sedimentu rybníka Skalák na jeho okraje, které zřejmě změnilo pochody v litorální části rybníka.

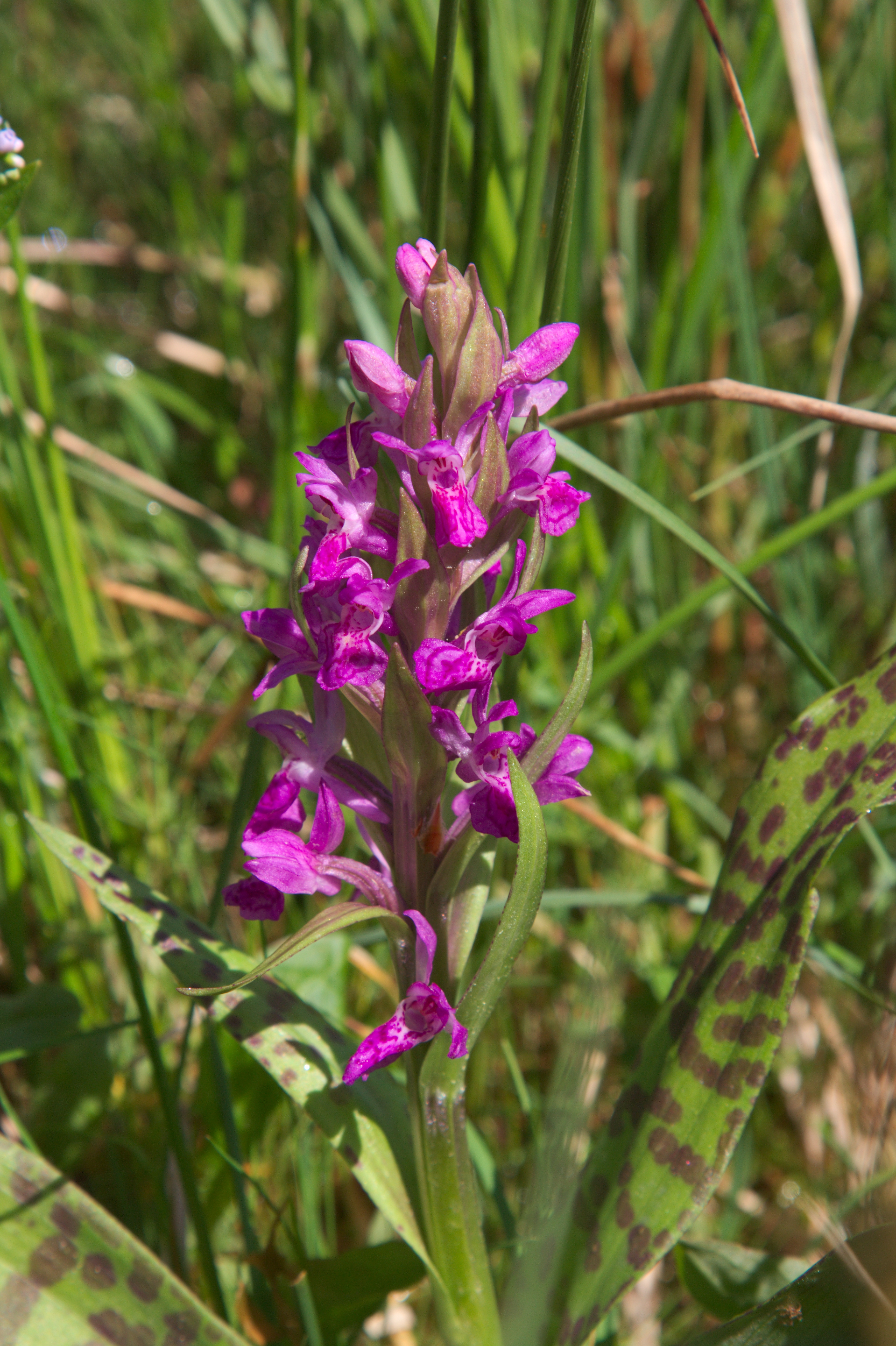
Prstnatec májový

Mykologický průzkum neproběhl, přesto byl zaznamenán výskyt několika významnějších druhů hub, zejména na rašelinném poloostrově rybníka, a to voskovka Hygrocybe cantharellus a pavučinec Cortinarius uliginosus.

### Fauna
V roce 2008 byl proveden inventarizační průzkum vybraných skupin bezobratlých. Díky vysoké diverzitě prostředí je zde i vysoká diverzita organismů. Důležitými plochami chráněného území jsou volná vodní hladina, rašeliniště, mokré louky a suchá stanoviště. Uvedeno bude pouze shrnutí průzkumu s přihlédnutím k zvláště chráněným a ohroženým druhům. Z denních motýlů byl na lokalitě zaznamenán výskyt hnědáska rozrazilového (Melitaea diamina), který patří v ČR ke kriticky ohroženým druhům (7) a vyžaduje mozaikovité kosení podmáčených luk. Důležitý je výskyt živné rostliny housenek – kozlíku (Valeriana sp.). Dále byly zjištěny některé významnější lokální druhy jako například: ohniváček modrolesklý (Lycaena alciphron), okáč voňavkový (Brintesia circe)[zdroj⁠?!] a světlopáska bahenní (Deltote uncula). Z teplomilnějších druhů se zde vyskytoval například zelenopláštník trnkový (Hemithea aestivaria). Na Jindřichohradecku byla nově zjištěna pestroskvrnka ozdobná (Polymixis gemmea). Podhorský druh saranče malá (Stenobothrus stigmaticus) byl na lokalitě zaznamenán v letech 2008 a 2009.
Coleoptera – brouci: chráněné ohrožené druhy: Carabus problematicus, zlatohlávek tmavý (Oxythyrea funesta), střevlík polní (Carabus arvensis), vodní: potápníci Agabus unguicularis, Dytiscus circumcinctus, Graphoderus zonatus, Hydaticus aruspex[zdroj⁠?!], vázáni na pastviny: střevlík rodu (Amara equestris), chrobák velký (Geotrupes stercorarius), mandelinka Timarcha metallica, významné mokřadní druhy: reliktní střevlík (Patrobus assimilis), dřepčík (Neocrepidodera motschulskii) a druh lesáka zařazeného na červeném seznamu ohrožených druhů ČR – bezobratlí (Airaphilus elongatus) v kategorii kriticky ohrožený. Na porosty orobince je vázaná mandelinka (rákosníček) (Donacia cinerea), na rdesty zejména Potamogeton natans pak rákosníček D. versicolorea.[zdroj⁠?!]
Odonata – vážky: výzkum této skupiny byl prováděn mezi roky 1997–2002. Mezi nejvýznamnější nálezy patří: šidélko jarní (Coenagrion lunulatum), vážka jasnoskvrnná (Leucorrhinia pectoralis), šídlatka tmavá (Lestes dryas).
Z obratlovců nutno podotknout užovku hladkou (Coronella austriaca), užovku obojkovou (Natrix natrix), ještěrku obecnou (Lacerta agilis) a ještěrku živorodou (Zootoca vivipara).

## Plán péče
Z hlediska managementu je doporučeno zachovat extenzivní chov ryb a rybník neletnit ani nezimovat zvláště s přihlédnutím k populaci leknínu bělostného. Mozaikovitě kosit mokré louky i ponechávat část luk celoročně neposekanou, kvůli populacím denních motýlů, zachovat pastvu, omezit růst vlčího bobu mnoholistého (Lupinus polyphyllus), třtiny křovištní (Calamagrostis epigejos) a náletových dřevin.

### Management

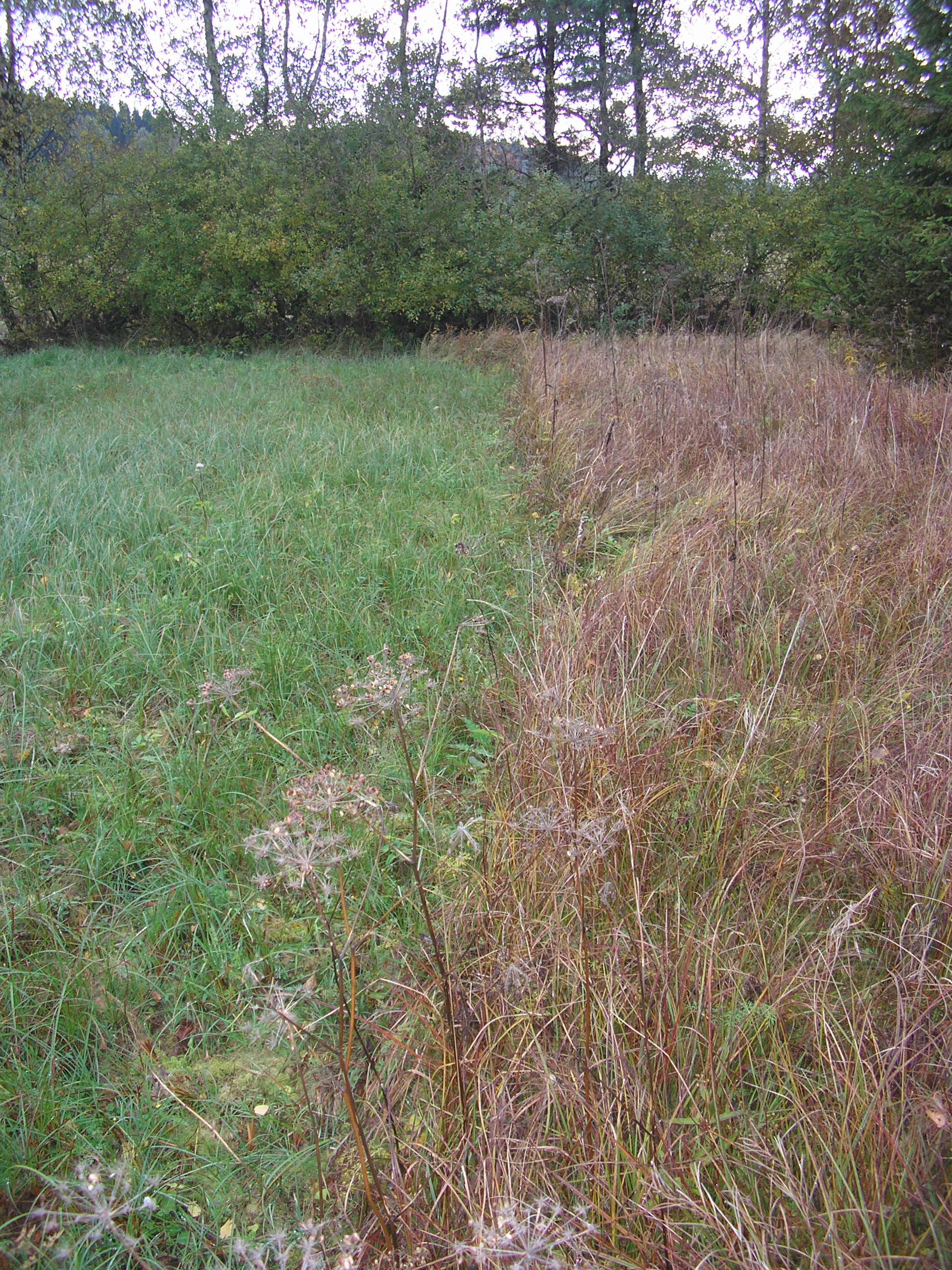
Setkání dvou různých managementových zásahů, vpravo nekosená suchopýrová louka

Hlavním cílem nynějšího managementu území je udržení bezlesí a regulace obsádky ryb v rybníku Skalák. Pastva je prováděna na sušších místech území, pasením ovcí, nepravidelně, ale alespoň dva měsíce v roce (nejlépe začátek léta a podzim). Kosení na mokřadech probíhá jednou ročně. Invaze třtiny křovištní je potlačována kosením jednou až dvakrát za rok dle stavu porostu.
Ryby jsou nasazovány většinou na dva roky a jejich hmotnost při výlovu by neměla překročit 400 kg/ha. Správu rybníka provádí AOPK ČR. Problémem při regulaci rybí obsádky je invazní střevlička východní (Pseudorasbora parva).[zdroj⁠?!] Tato drobná ryba, která byla do Evropy zavlečena z východu, ohrožuje například slunku obecnou (Leucaspius delineatus), protože přenáší parazita Sphaerothecum destruens.